# Фан Фенхуей
Фан Фенхуей (кит. 房峰辉, пін. Fáng Fēnghuī, нар. 1951) — китайський військовий діяч, начальник Генерального штабу НВАК з жовтня 2012 по серпень 2017 року. Заарештований за підозрою в корупції.

## Біографія
Народився в Сяньяні, провінції Шеньсі. На службі в НВАК з лютого 1968 року. Генерал-майор (1998), генерал-лейтенант (2005), генерал-полковник (2010).
Обіймав посаду командувача Пекінським військовим округом (2007—2012) і начальника штабу Гуанчжоуського військового округу (2003—2007).
25 жовтня 2012 року призначений начальником Генерального штабу НВАК. Є соратником Ху Цзіньтао.
Член ЦК КПК 18-го скликання. Після усунення з посади в серпні 2017 року за підозрою в корупції та арешту в січні 2018 року, 16 жовтня 2018 року виключений із членів Комуністичної партії.